# Georges Eugène Haussmann
Georges-Eugène Haussmann (tiếng Pháp: [ʒɔʁʒ(ə) øʒɛn (baʁɔ̃) osman]; 27 tháng 3 năm 1809 – 11 tháng 1 năm 1891), thường được gọi là Nam tước Haussmann, là một quan chức Pháp từng giữ chức tỉnh trưởng của Seine (1853–1870), được Hoàng đế Napoléon III chọn để thực hiện một chương trình đổi mới đô thị quy mô lớn với các đại lộ mới, công viên và công trình công cộng tại Paris, thường được gọi là Công cuộc cải tạo Paris của Haussmann - hay còn gọi là Cải tạo Paris thời Đệ nhị đế chế. Các nhà phê bình buộc ông phải từ chức vào năm 1870, nhưng tầm nhìn của ông về thành phố vẫn định hình trung tâm Paris ngày nay.

### Tái thiết Paris

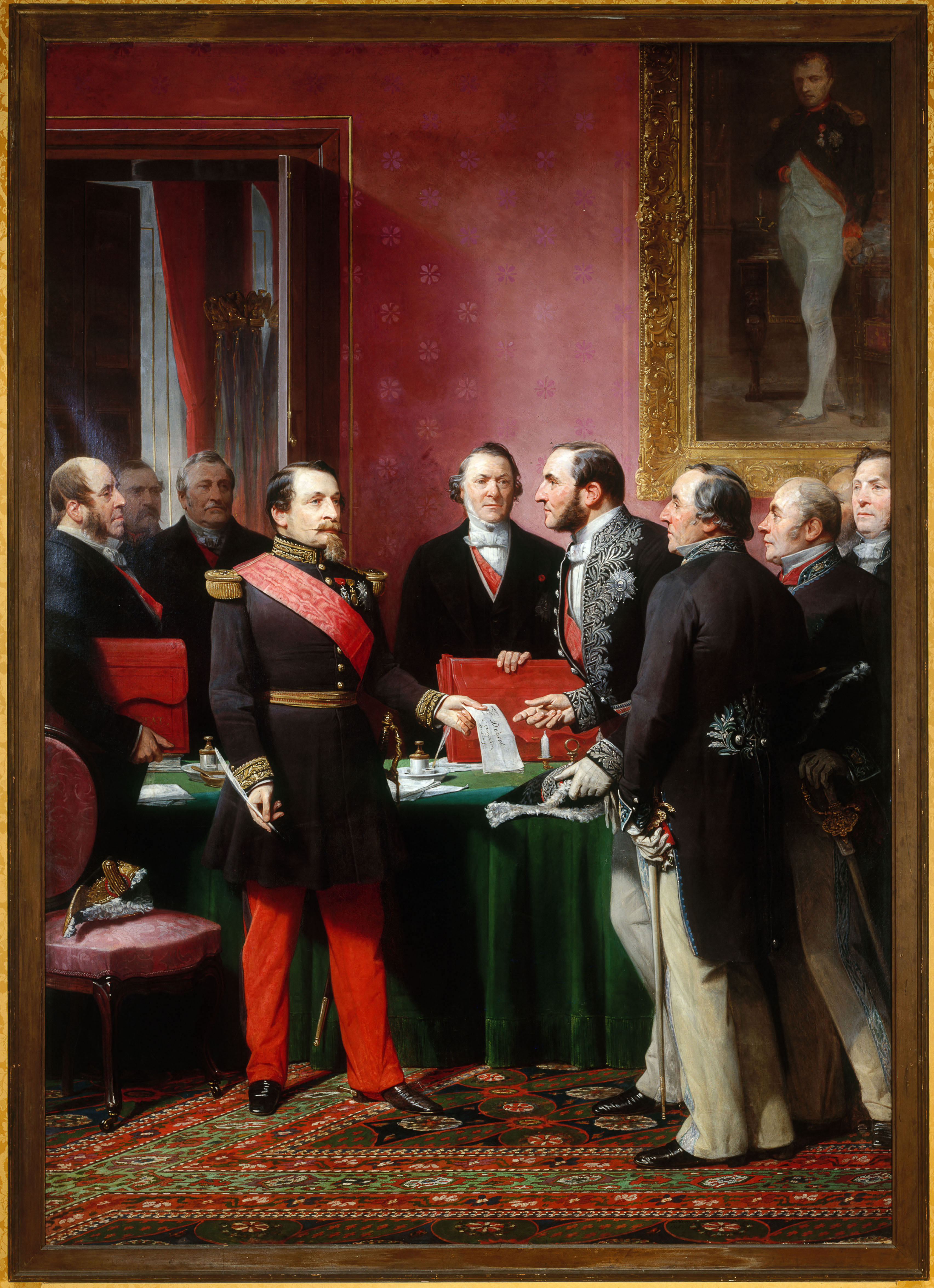
Napoléon trao cho Nam tước Haussmann sắc lệnh sáp nhập các xã ngoại ô vào Paris, 1860, bởi Adolphe Yvon. Việc sáp nhập đã tăng số quận của thành phố từ 12 đến 20 quận hiện tại.

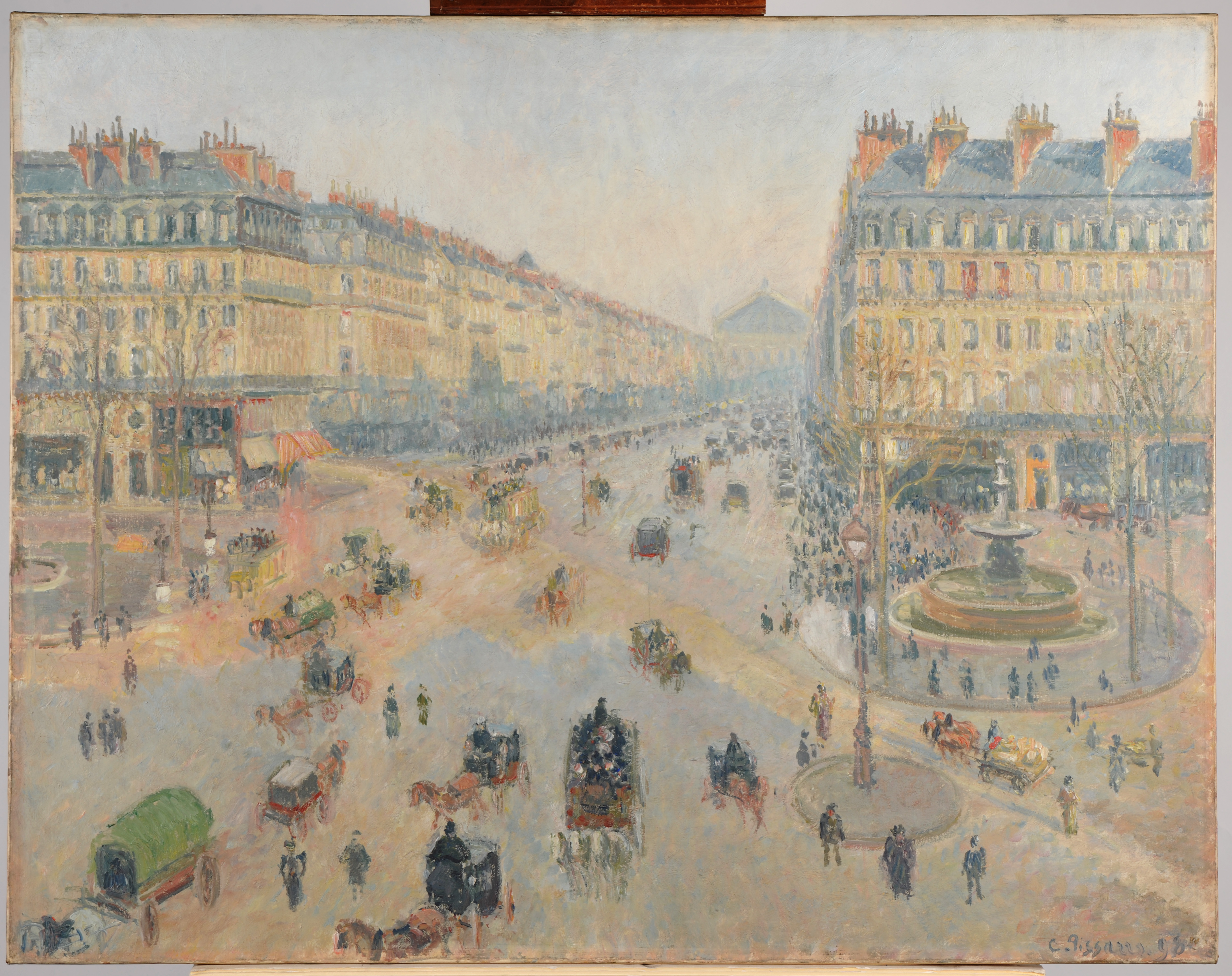
Đại lộ Opéra, một trong những đại lộ mới do Napoléon III và Haussmann tạo ra. Các tòa nhà mới trên các đại lộ được yêu cầu có cùng chiều cao và thiết kế mặt tiền cơ bản, tất cả đều được ốp bằng màu kem, mang lại sự hài hòa đặc trưng cho trung tâm Paris.

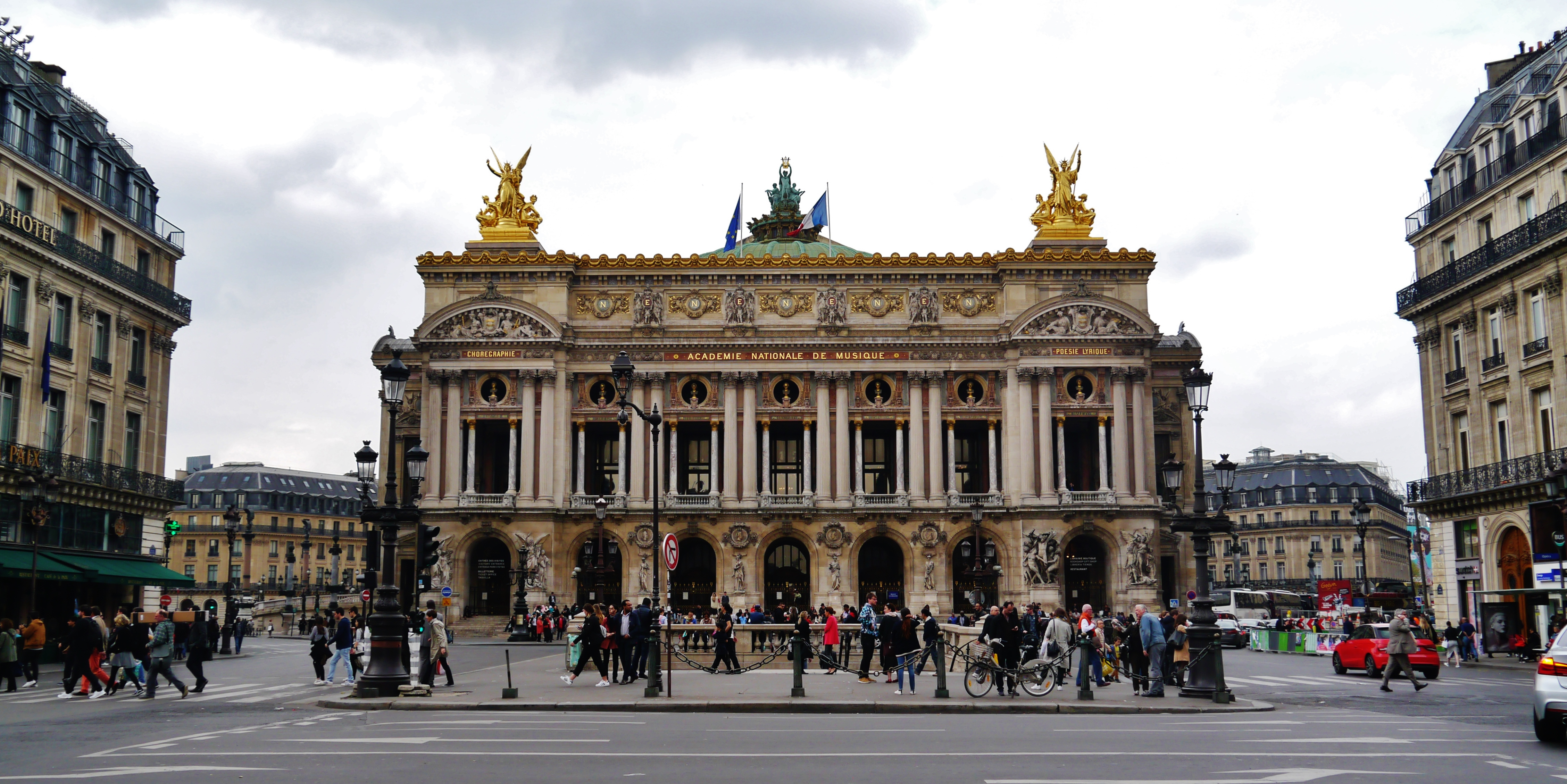
Nhà hát Opera Paris là trung tâm của Paris mới của Napoléon III. Kiến trúc sư, Charles Garnier, mô tả phong cách đơn giản là "Napoléon III".

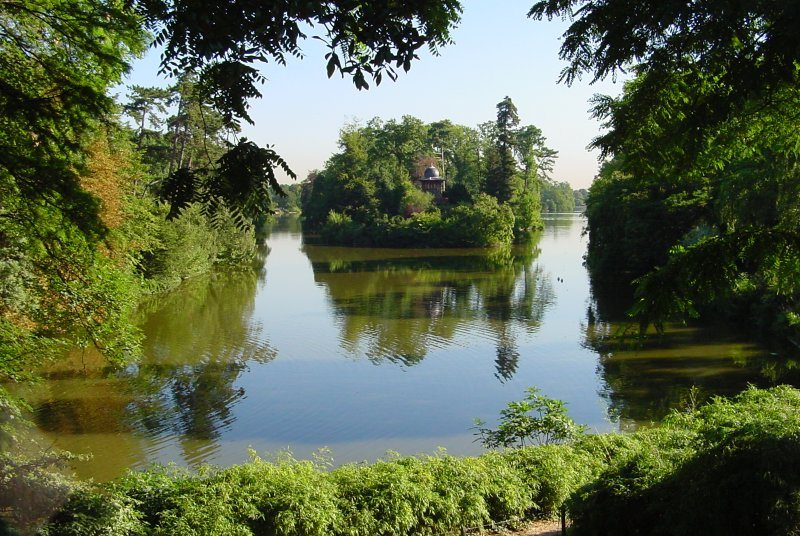
Rừng Boulogne, được Napoléon III và Haussmann xây dựng từ 1852 đến 1858, được thiết kế để cung cấp nơi thư giãn và giải trí cho mọi tầng lớp ở Paris.

### Sụp đổ

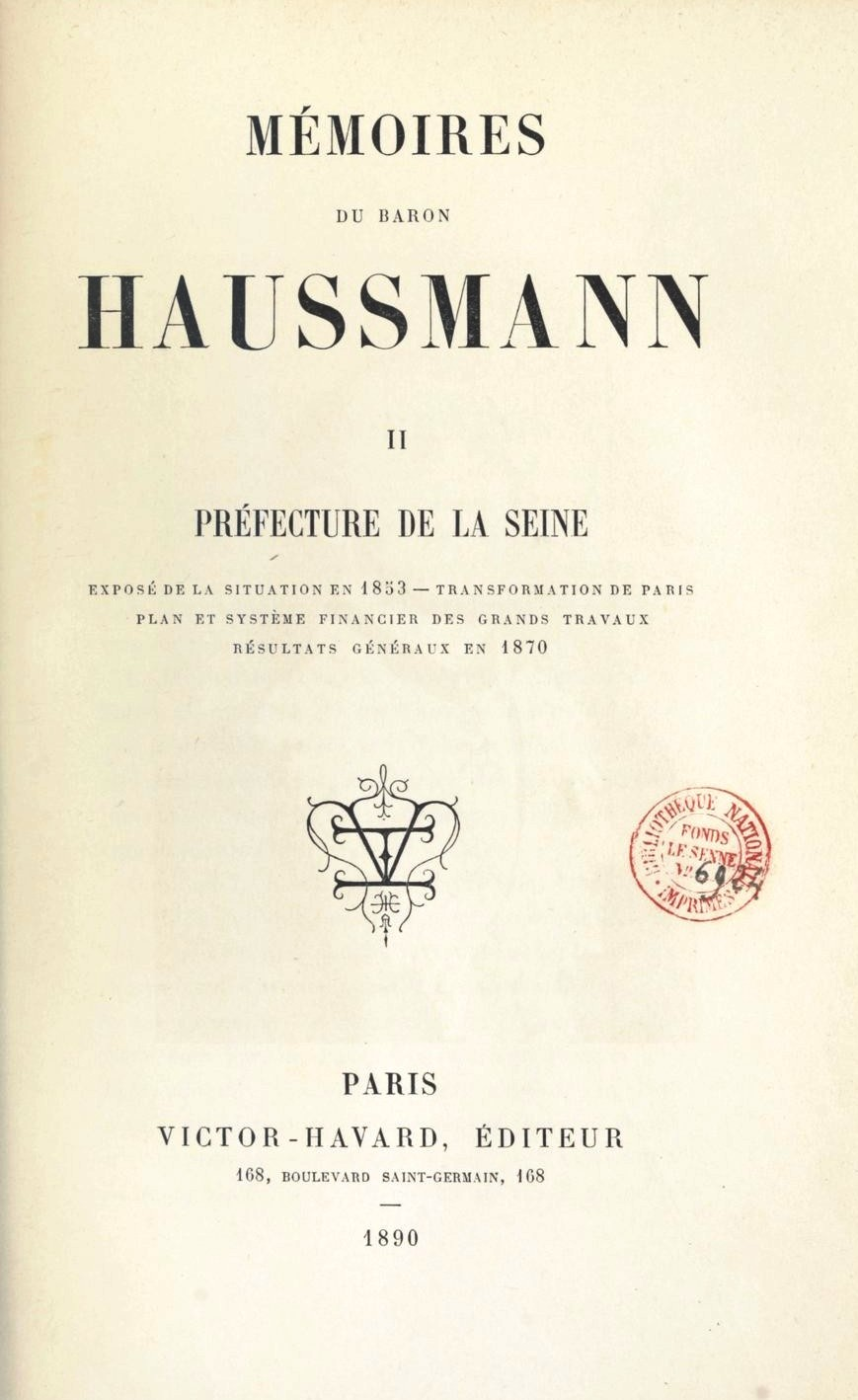
Trang bìa của Hồi ký của Haussmann, Nhà xuất bản Victor Havard, 1890.

## Di sản

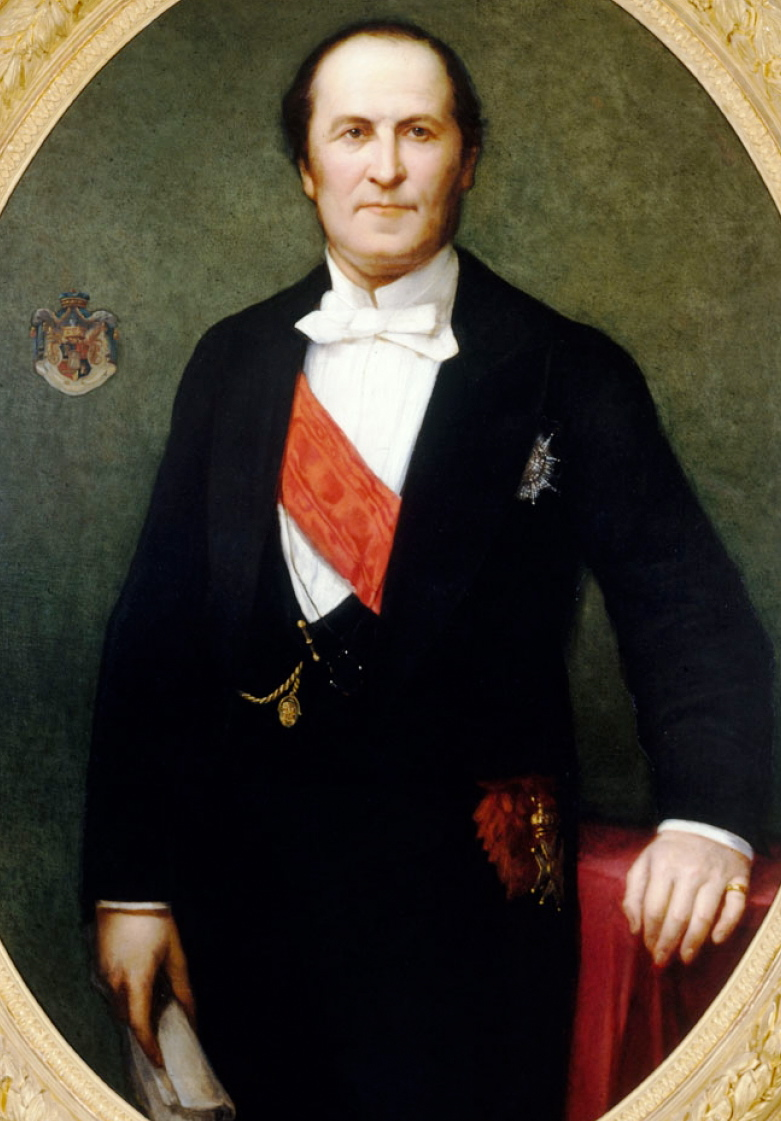
Chân dung Nam tước Haussmann, bởi Henri Lehmann, 1860, Bảo tàng Carnavalet

## Tiểu sử